# Alberto Torriani
Alberto Torriani (ur. 3 listopada 1971 w Bollate) – włoski duchowny katolicki, arcybiskup Crotone-Santa Severina od 2025.

## Życiorys
Święcenia kapłańskie otrzymał 10 czerwca 2000 z rąk kardynała Carlo Marii Martiniego i został inkardynowany do archidiecezji Mediolanu. 
11 grudnia 2024 papież Franciszek mianował go ordynariuszem archidiecezji Crotone-Santa Severina. Sakry udzielił mu 22 lutego 2025 Katedrze w Mediolanie metropolita mediolański, arcybiskup Mario Delpini. Uroczyste objęcie urzędu miało miejsce 30 marca 2025.